# Malalai Kakar
Malalai Kakar (ur. 1967 – zm. 28 września 2008) – afgańska działaczka na rzecz praw kobiet, policjantka. Aktywistka społeczna po upadku rządów talibów w 2001 roku.
Była szefową departamentu policji w Kandaharze, zajmującego się zwalczeniem przestępczości wobec kobiet. Kakar, której wielokrotnie grożono śmiercią, została zamordowana w wyniku zamachu talibów 28 września 2008 roku. Wstąpiła do policji w 1982 roku, idąc śladami ojca i braci. Była pierwszą kobietą, która zdobyła dyplom w Akademii Policyjnej w Kandaharze, a także pierwszą śledczą w kandaharskiej policji.